# سیارک ۸۷۴۴
سیارک ۸۷۴۴ (به انگلیسی: 8744 Cilla، نامگذاری:1998FE59) هشت هزار و هفتصد و چهل و چهارمین سیارک کشف شده‌است که در ۲۰ مارس ۱۹۹۸ کشف شد.
قدر مطلق سیارک برابر ۱۳٫۳۰ است.